# Palazzo episcopale di Cordova
Il palazzo episcopale di Cordova è un palazzo che si trova nel centro storico di Cordova, di fronte al lato occidentale della Mezquita. Il palazzo, insieme al centro della città, è patrimonio UNESCO dal 1984.

## Descrizione
Il palazzo episcopale è stato costruito sul sito di una vecchia fortezza, l'Alcázar de los Califas.
Dopo la conquista cristiana della città avvenuta nel 1236, re Ferdinando III donò l'edificio al nuovo vescovo di Cordova e, da allora, il palazzo è sede del vescovato. A metà degli anni '80, parte dell'edificio venne trasformato in museo diocesano.
La prima significativa ristrutturazione del palazzo avvenne nel XV secolo, con la costruzione di una chiesa gotica. Nel 1745, l'edificio è stato devastato da un grande incendio. Nel corso degli edificio è stato più volte modificato: la facciata che si trova nel Campo de los Santos Martires risale al XVII secolo e il patio al XVIII secolo.